# 憂國的莫里亞蒂
《憂國的莫里亞蒂》是日本少年漫畫，竹内良輔負責故事架構，三好輝負責作畫。開始連載於《Jump Square》2016年9月號。故事以福爾摩斯的宿敵莫里亞蒂教授為主角。曾獲改編為音樂劇和舞台劇，改編電視動畫上半部於2020年10月11日至12月20日期間播映，下半部於2021年4月4日至6月27日期間播映，共24集。另有兩集OVA。
截至2022年8月，漫畫單行本累積發行量超過600萬本。

## 劇情概要
本作的劇情以19世紀末不列顛治世時代的英國為背景。英國貴族莫里亞蒂伯爵的少爺阿爾伯特·詹姆斯·莫里亞蒂一直想將階級制度當道、人人生而不平等的英國整頓一番，他在一間孤兒院中發現一對兄弟，兄弟中的哥哥懷抱著和他相近的理想，以及過人的才學，艾爾伯特於是將兄弟倆收為家族的養子。1866年三人策劃了一場火災，將莫里亞蒂宅邸所有人全部燒死。哥哥竊取了莫里亞蒂家族次子威廉·詹姆斯·莫里亞蒂的名字，而弟弟也成為莫里亞蒂家族的正式成員路易斯·詹姆斯·莫里亞蒂。三人繼承了家族的一切，開始他們的改革事業。
13年後的1879年，威廉在杜倫大學擔任教授，阿尔伯特成為陸軍中校，而路易斯則擔任威廉的副手。三人的目標是解決掌握大權的邪惡貴族和階級制度，為此他們採取的方針是藉由將倫敦化為「犯罪都市」，以有意義的「死亡」和「犯罪」來驚醒英國國民。在多名忠心手下的效力之下，威廉在幕後以「犯罪顧問」的身分消滅了多名邪惡貴族，阿爾伯特也取得秘密情報局MI6的指揮權。在一次行動當中，威廉遇見了偵探夏洛克·福爾摩斯——也就是詹姆斯·莫里亞蒂未來的宿敵。威廉希望將他納為自己計劃的一部分，藉由設局讓他偵破邪惡貴族的死，進而將貴族的腐敗事跡公諸於世。就這樣，詹姆斯·莫里亞蒂和手下抱著不惜一死的決心，持續將英國推往他們理想的樣子。

## 主要角色
- 更新至第63話。

### 莫里亞蒂一方
威廉·詹姆斯·莫里亞蒂（聲：齊藤壯馬、石上静香（幼年））
自稱「犯罪顧問」的天才，16歲考進大學，並於21歲時發表二項式定理論文，因而當上大學教授。街頭巷尾流傳的「犯罪卿」也是指莫里亞蒂。
幼時本是孤兒院的孤兒，本名不詳(僅有阿爾伯特、路易斯和看過出生證明文件的夏洛克知道)，和弟弟路易斯相依為命，憑藉著聰明的頭腦幫助了許多人。認為階級制度剝奪了人們得到幸福的平等權利，希望改正社會，因而被理念相近的莫里亞蒂伯爵長子阿爾伯特收留，成為家族的養子。策劃宅邸火災，竊取了莫里亞蒂次子的名字和身份，並以次子的屍體偽造原身份死亡的假象。
在「最後的事件」尾聲從建造中的倫敦塔橋墜入泰晤士河自殺。後被亨利·安特里姆救下，并在昏迷期间被亨利带往美国，定居於紐約，接受亨利的邀請，與夏洛克一起替美國政府工作。左眼因墜入泰晤士河時受傷而失明，並留下傷痕，此後左眼經常戴上眼罩行動。
於64話與哥哥見面，決定並肩繼續活著前行，以贖自身罪孽。因英美合作而與夏洛克、亨利先後返回倫敦，到MI6出差。
阿爾伯特·詹姆斯·莫里亞蒂（聲：佐藤拓也）
莫里亞蒂伯爵的長子，在倫敦擔任陸軍中校。「伯爵子弟綁架事件」後獲得情報局長官麥克洛夫特·福爾摩斯的賞識，得到了秘密情報單位MI6的指揮權，代號「M」，並升為上校。
身為貴族的他，從小看盡英國階級制度的醜惡，原本自認無力改變這個錯誤的世界，後來在孤兒院遇見了現在的威廉和路易斯兄弟，在威廉身上看到了與自己相似的靈魂。為了達成心目中的理想世界，收留了兄弟倆，殺死自己討厭的父母和親弟弟，並甘願將一切都獻給威廉。
在「最後的事件」中，為保護威廉，請求卸下爵位並辭去MI6指揮權；在威廉失蹤後，為了贖罪而自願軟禁於倫敦塔內，期間麥克洛夫特透過書信告知其外界信息，特別是路易斯接手MI6後的事情。3年後，被威廉接回家，與路易斯重聚及擔任其幕僚。
路易斯·詹姆斯·莫里亞蒂（聲：小林千晃、東山奈央（幼年））
威廉的親弟弟兼副手，包辦一切雜務，諸如管理領地、打點屋內。
自幼心臟不好，與哥哥一起被阿爾伯特收留後，接受其所安排的手術，症狀大有改善，對兩人忠心耿耿。在威廉策劃的火災中，為了讓外人不疑有他，忍痛燒傷自己的右臉，留下了疤痕。
在「最後的事件」後，在麥克洛夫特的建議下，接任艾伯特的MI6指揮權與代號「M」。
賽巴斯丁·莫蘭（聲：日野聰）
威廉的心腹，神槍手，誓死效力威廉。「擁有黃金軍隊的男人」事件後，獲得認可而成為MI6的「第六號情報員」，並取得殺人資格。
本為軍人，階級是少校。在阿富汗戰爭中，擔任孟加拉第一工兵隊的隊長，和同袍有著深厚的情誼，卻遭英國高層出賣給印度軍，除自己以外的小隊隊員全數陣亡。然而軍方已認定自己戰死，被追晉兩階變成上校。在「擁有黃金軍隊的男人」事件中成功復仇。
在「最後的事件」後失蹤，3年後的「空屋的冒險」事件中回歸。
佛瑞德·波洛克（聲：上村祐翔）
威廉的手下，與全英國的犯罪網有聯繫的青年，擔任類似仲介的角色。擅長變裝術和偵查。
「最後的事件」之後隨路易斯加入MI6。
錢潘妮
前MI5諜報員，被艾伯特挖角至MI6，已對威廉宣誓效忠。在「擁有黃金軍隊的男人」事件中，與莫蘭一同出任務。
馮·赫爾德（聲：鳥海浩輔）
盲人，MI6的武器開發者，代號「Q」。
艾琳·亞德勒/詹姆斯·龐德（聲：日笠陽子）
知名歌劇女演員、身手了得的神偷，擅長易容，人稱「The Woman」，登場於「大英帝國的醜聞」篇。持有偷來的英國國家機密文件，企圖以此威脅王儲和貴族，希望從改變他們開始，讓世界恢復正常，卻因機密文件中的訊息過大而遭到追殺。最後在艾爾伯特等人的幫助下免於一死，拋棄過往身分，加入MI6成為「第七號情報員」(特務007)，假扮男裝並改名「詹姆斯·龐德」。
杰克·雷恩菲爾德（聲：内田直哉）
前英国军人，被世人称为「開膛手傑克」。
原是莫里亞蒂宅邸火災後收留莫里亞蒂三兄弟的羅克韋爾家管家，教授3人及其下組織成員學習及訓練格鬥技巧，「白教堂的幽靈」事件後轉入莫里亞蒂宅邸，兼任管家職務。
在「最後的事件」後，隨路易斯加入MI6。
薩克·派特森（聲：川島得愛）
MI6情报员，由艾爾伯特安排至苏格兰场中以警探身份监视福尔摩斯的动向。
在「蘇格蘭場狂躁曲」事件後，升任蘇格蘭場CID處長。

### 夏洛克一方
夏洛克·福爾摩斯（聲：古川慎）
自稱世上唯一一位「顧問偵探」，擁有出色的推理能力，極度熱愛謎題。與約翰合租貝克街221B號。儘管立場對立，但與威廉初次見面時，便因彼此擁有相似的思維方式而十分投契，內心視他為摯友。因威廉在「犯罪卿」身份暴露後，主動把以前的犯罪證據、自己與路易斯的出生證明書藏身處提供給他，所以是莫里亞蒂家族兄弟之外，唯一知道威廉原名的人。
在「最後的事件」尾聲，為了救自殺的威廉而墜入泰晤士河中，後被亨利·安特里姆救下，在其提議下居住於紐約並偽裝成當地偵探。在威廉甦醒後一起替美國政府共事，後獨自前往亞洲和北歐旅行兼公幹。在「空屋的冒險」事件中，於蒙彼利埃的研究所滯留時，收到威廉的來信，被請求去援助MI6，因而秘密回到倫敦。
約翰·H·華生（聲：小野友樹）
自阿富汗戰爭歸國的退伍軍醫，因收入微薄而與夏洛克合租公寓。將夏洛克的探案故事寫成書，以「柯南·道爾」（英語：Conan Doyle）的筆名出版，獲得廣大迴響，讓夏洛克成為家喻戶曉的人物。婚後仍有租借貝克街公寓，作為寫作的工作地點。
在「四簽名」事件中與瑪麗·摩斯坦宣佈訂婚。於「最後的事件」中，得知莫里亞蒂的企圖後決定予以協助，为減輕民眾對莫里亞蒂家族「罪行」的記憶，在《最後一案》中將莫里亞蒂的形象刻畫成「名偵探的宿敵」，以淡化其存在感，並將福爾摩斯與莫里亞蒂墜入泰晤士河失蹤一事改寫成「萊辛巴赫瀑布‘死亡’」事件。
哈德森夫人（聲：阿澄佳奈）
夏洛克的女房東，自稱永遠的17歲，實際年齡四捨五入就已經是3開頭。在夏洛克失蹤後，仍保留其房間原貌，沒有租給他人。
雷斯垂德探長（聲：小松史法）
正義感強烈的蘇格蘭場警探，經常找夏洛克幫忙破案。
威金斯（聲：榊原優希）
由流浪兒童所組成的貝克街雜牌軍之隊長，常幫夏洛克跑腿並收取酬勞。
麥克洛夫特·福爾摩斯（聲：安元洋貴）
夏洛克的兄長，情報局的長官，層級之高甚至能接受女王親自命令，被稱為英國政府本身的代表。許多方面都比夏洛克略勝一籌。在「大英帝國的醜聞」篇中得知莫里亞蒂兄弟的目的，認可了他們的決心，同意保持緘默。
瑪麗·摩斯坦（聲：中原麻衣）
華生的未婚妻，在「四簽名」事件中，因每年收到的珍珠、邀請函，以及查爾斯·奧卡斯塔·米爾沃頓威脅如與華生結婚就公開其曾參與過巴黎公社活動，向福爾摩斯求助。

### 其他重要角色
查爾斯·奧卡斯塔·米爾沃頓（聲：野島健兒）
經營幾家媒體公司，擁有龐大情報收集網絡。自稱「威脅王」，並以威脅他人和目睹受害者的痛苦為樂。
在「白教堂的幽靈」事件中，得知「犯罪卿」就是威廉·詹姆斯·莫里亞蒂，並注意到莫里亞蒂宅邸火災前後莫里亞蒂次子的性格差異，之後從「倫敦的證人」的審判記錄中，推斷出威廉在火災中與真正的莫里亞蒂次子調換了身份。
在「四簽名」事件中，曾威脅瑪麗·摩斯坦，以公開她在法國時參與過巴黎公社的記錄為要脅，不准其與華生結婚，最終在「兩名犯人」事件中被福爾摩斯所殺，也因此間接導致威廉的身份敗露，續而導致了「最後的事件」中，威廉的「大規模殺害貴族後自殺」計劃。
亨利·安特里姆
原名威廉·H·邦尼（日语：ウィリアム・H・ボニー），又被世人稱為「比利小子」（日语：ビリー・ザ・キッド）。假死後擔任美國司法部工作人員，因收集情報而前往英國調查「犯罪卿」威廉的計劃，從旁觀察「最後一案」真相，並起了招募威廉及夏洛克的念頭。
在「最後的事件」後，將落水受傷的福爾摩斯和莫里亞蒂救起並帶往了美國，在莫里亞蒂昏迷期間建議福爾摩斯隱藏身份暫居美國。

## 出版書籍

### 漫畫
| 冊數 | 集英社        | 集英社                 | 東立出版社     | 東立出版社             |
| 冊數 | 發售日期      | ISBN                   | 發售日期       | ISBN                   |
| ---- | ------------- | ---------------------- | -------------- | ---------------------- |
| 1    | 2016年11月4日 | ISBN 978-4-08-880857-4 | 2017年5月3日   | ISBN 978-986-486-132-3 |
| 2    | 2017年3月3日  | ISBN 978-4-08-881031-7 | 2017年12月4日  | ISBN 978-986-486-133-0 |
| 3    | 2017年7月4日  | ISBN 978-4-08-881123-9 | 2018年7月16日  | ISBN 978-986-486-601-4 |
| 4    | 2017年11月2日 | ISBN 978-4-08-881166-6 | 2018年9月13日  | ISBN 978-957-26-0155-6 |
| 5    | 2018年3月2日  | ISBN 978-4-08-881365-3 | 2019年5月24日  | ISBN 978-957-26-0900-2 |
| 6    | 2018年7月4日  | ISBN 978-4-08-881424-7 | 2020年6月5日   | ISBN 978-957-26-1649-9 |
| 7    | 2018年11月2日 | ISBN 978-4-08-881627-2 | 2020年12月4日  | ISBN 978-957-26-2185-1 |
| 8    | 2019年3月4日  | ISBN 978-4-08-881766-8 | 2021年2月5日   | ISBN 978-957-26-3081-5 |
| 9    | 2019年7月4日  | ISBN 978-4-08-881889-4 | 2021年5月7日   | ISBN 978-957-26-3791-3 |
| 10   | 2019年11月1日 | ISBN 978-4-08-882109-2 | 2021年7月7日   | ISBN 978-957-26-4476-8 |
| 11   | 2020年3月4日  | ISBN 978-4-08-882233-4 | 2022年1月13日  | ISBN 978-957-26-7101-6 |
| 12   | 2020年7月3日  | ISBN 978-4-08-882360-7 | 2022年3月10日  | ISBN 978-957-26-7102-3 |
| 13   | 2020年11月4日 | ISBN 978-4-08-882482-6 | 2022年8月8日   | ISBN 978-957-26-7103-0 |
| 14   | 2021年4月2日  | ISBN 978-4-08-882601-1 | 2022年10月31日 | ISBN 978-957-26-7104-7 |
| 15   | 2021年8月4日  | ISBN 978-4-08-882741-4 | 2023年7月3日   | ISBN 978-957-26-7662-2 |
| 16   | 2021年12月3日 | ISBN 978-4-08-882855-8 | 2024年3月7日   | ISBN 978-957-26-8433-7 |
| 17   | 2022年4月4日  | ISBN 978-4-08-883086-5 | 2024年8月22日  | ISBN 978-957-26-9242-4 |
| 18   | 2022年8月4日  | ISBN 978-4-08-883203-6 |                |                        |
| 19   | 2023年2月3日  | ISBN 978-4-08-883312-5 |                |                        |
| 20   | 2025年5月2日  | ISBN 978-4-08-884520-3 |                |                        |

憂國的莫里亞蒂─The Remains─
- 三好 輝 (漫畫)／埼田 要介 (原作)、全3冊

| 冊數 | 集英社       | 集英社                 | 東立出版社    | 東立出版社             |
| 冊數 | 發售日期     | ISBN                   | 發售日期      | ISBN                   |
| ---- | ------------ | ---------------------- | ------------- | ---------------------- |
| 1    | 2023年8月4日 | ISBN 978-4-08-883573-0 | 2024年12月6日 | ISBN 978-626-02-2643-5 |
| 2    | 2024年2月2日 | ISBN 978-4-08-883831-1 | 2025年月日    | ISBN                   |
| 3    | 2024年8月2日 | ISBN 978-4-08-884089-5 | 2025年月日    | ISBN                   |

### 小說
- 作者：埼田要介

| 日文標題 | 中文標題                      | 集英社        | 集英社                 | 東立出版社     | 東立出版社             |
| 日文標題 | 中文標題                      | 發售日期      | ISBN                   | 發售日期       | ISBN                   |
| -------- | ----------------------------- | ------------- | ---------------------- | -------------- | ---------------------- |
|          | 憂國的莫里亞蒂 「血字」的研究 | 2018年11月2日 | ISBN 978-4-08-703465-3 | 2021年11月18日 | ISBN 978-957-267-975-3 |
|          | 憂國的莫里亞蒂 禁忌的遊戲     | 2019年11月1日 | ISBN 978-4-08-703488-2 | 2022年9月29日  | ISBN 978-957-269-407-7 |
|          | 憂國的莫里亞蒂 看見彩虹的少女 | 2020年10月2日 | ISBN 978-4-08-703502-5 | 2023年3月6日   | ISBN 978-626-360-082-9 |

## 迴響
本作在全國書店店員推薦漫畫2018中獲得第2名。截至2021年1月，漫畫累積發行量超過400萬本。

## 電視動畫
《憂國的莫里亞蒂》改編電視動畫由2020年10月11日起於TOKYO MX、BS11和MBS上首播。
漫畫獲改編為電視動畫的消息於2019年12月22日在「Jump Festa 2020」活動中，由竹內、三好和責任編輯3人在台上公布。翌年3月4日，公布動畫由Production I.G製作，野村和也執導，大久保徹擔綱人物設定；同時公開一張預告視覺圖。其後在5月2日和7月3日，公布聲優陣容和更多製作人員名單。9月3日，正式宣布首播日期。
2020年10月9日，宣布第2期電視動畫將由2021年4月起播映。2021年9月2日，宣佈將製作兩集OVA，並將於2022年3月5日舉辦活動，多位參演聲優將會出席。

### 製作
電視動畫由野村和也執導。這次是他首次擔任漫畫改編作品的導演，因此他找來了有不少涉足漫改作品經驗的製作團隊。音響監督秦昌二（はたしょう二）就是其中一人，秦是動畫製作人大平將史推薦的人選。負責人物設計的大久保徹跟野村曾在《戰國BASARA》中合作，兩人相識已久。

### 主題曲
第一季
片頭曲《Dying Wish》
作詞：，作曲、編曲：Rasmus Faber，主唱：畠中祐
片尾曲《ALPHA》
作詞、作曲、編曲：R·O·N，主唱：STEREO DIVE FOUNDATION
第一季 後半
片頭曲《TWISTED HEARTS》
作詞：KOHTA YAMAMOTO、France AUDON，作曲、編曲：KOHTA YAMAMOTO，主唱：畠中祐
片尾曲《OMEGA》
作詞、作曲、編曲：R·O·N，主唱：STEREO DIVE FOUNDATION

### 各集列表
| 話數       | 日文標題 | 中文標題                     | 劇本     | 分鏡               | 演出               | 作畫監督                                                                                            | 首播日期        | 改編自原作漫畫 | 對應《福尔摩斯探案》原作 |
| ---------- | -------- | ---------------------------- | -------- | ------------------ | ------------------ | --------------------------------------------------------------------------------------------------- | --------------- | -------------- | ------------------------ |
| 第一話     |          | 伯爵的犯罪                   | 雜破業   | 野村和也           | 野村和也           | 市川美帆、蘇武裕子                                                                                  | 2020年 10月11日 | 原創           | 不適用                   |
| 第二話     |          | 緋色之瞳 第一幕              | 雜破業   | 野村和也           | 加藤大貴           | 新野量太、永島明子、神谷美也子                                                                      | 10月18日        | 第1話          | 不適用                   |
| 第三話     |          | 緋色之瞳 第二幕              | 雜破業   | 野村和也           | 內田信吾           | 伊澤珠美、山内遙                                                                                    | 10月25日        | 第1話          | 不適用                   |
| 第四話     |          | 稀少的種子                   | 雜破業   | 青井小夜           | 板庇迪             | 香田知樹、野間千賀子                                                                                | 11月1日         | 第2話          | 不適用                   |
| 第五話     |          | 橋上的舞者                   | 雜破業   | 中谷亞沙美         | 中谷亞沙美         | 奥野治男、前田法華                                                                                  | 11月8日         | 第3話          | 不適用                   |
| 第六話     |          | 諾蒂奇號事件 第一幕          | 雜破業   | 横山和基           | 横山和基           | 角田桂一、中村深雪                                                                                  | 11月15日        | 第5話          | 不適用                   |
| 第七話     |          | 諾蒂奇號事件 第二幕          | 雜破業   | 重原克也           | 重原克也           | 角田桂一、中村深雪、前田法華、奥野治男、藤元美典                                                    | 11月22日        | 第6話          | 不適用                   |
| 第八話     |          | 夏洛克·福爾摩斯的研究 第一幕 | 雜破業   | 神谷友美           | 糸賀慎太郎         | 新野量太、太田衣美                                                                                  | 11月29日        | 第7－9話       | 血字的研究               |
| 第九話     |          | 夏洛克·福爾摩斯的研究 第二幕 | 雜破業   | 神谷友美           | 加藤大貴           | 市川美帆、小谷杏子、德田夢之介                                                                      | 12月6日         | 第7－9話       | 血字的研究               |
| 第十話     |          | 兩名偵探 第一幕              | 雜破業   | 荒川直樹           | 糸賀慎太郎         | 新野量太、藤元美典                                                                                  | 12月13日        | 第15話         | 不適用                   |
| 第十一話   |          | 兩名偵探 第二幕              | 雜破業   | 荒川直樹           | 板庇迪             | 奥野治男、前田法華、太田衣美                                                                        | 12月20日        | 第16話         | 不適用                   |
| 第十二話   |          | 大英帝國的醜聞 第一幕        | 岸本卓   | 森大貴             | 長岡義孝           | 角田桂一、中村深雪、山崎繪美                                                                        | 2021年 4月4日   | 第17－19話     | 波希米亞醜聞             |
| 第十三話   |          | 大英帝國的醜聞 第二幕        | 岸本卓   | 遠藤廣隆           | 重原克也           | 小谷杏子、新野量太                                                                                  | 4月11日         | 第20－21話     | 波希米亞醜聞             |
| 第十四話   |          | 大英帝国の醜聞 第三幕        | 岸本卓   | 奥野治男           | 奥野治男           | 奥野治男                                                                                            | 4月18日         | 第22－23話     | 波希米亞醜聞             |
| 第十五話   |          | 白教堂的亡靈 第一幕          | 石井風花 | 野村和也、加藤大貴 | 加藤大貴           | 前田法華、藤元美典、吉田和香子                                                                      | 4月25日         | 第24－28話     | 不適用                   |
| 第十六話   |          | 白教堂的亡靈 第二幕          | 小林央   | 横山和基           | 横山和基           | 角田桂一、中村深雪、新野量太、相音光                                                                | 5月2日          | 第24－28話     | 不適用                   |
| 第十七話   |          | 蘇格蘭場狂想曲               | 小原諾子 | 石山貴明           | 向山鶴美           | 東島久志、山崎繪美、宮下雄次、渡邊愛、高橋成之                                                      | 5月9日          | 第29－30話     | 不適用                   |
| 第十八話   |          | 倫敦的證人                   | 高林祐樹 | 中谷亞沙美         | 中谷亞沙美         | 市川美帆、前田法華                                                                                  | 5月16日         | 第33－34話     | 不適用                   |
| 第十九話   |          | 倫敦的骑士 第一幕            | 高林祐樹 | 野村和也           | 村田尚樹           | 山村俊了、吉田和香子、池津寿恵、藤田正幸、中島美子                                                  | 5月23日         | 第35－36話     | 不適用                   |
| 第二十話   |          | 倫敦的骑士 第二幕            | 岸本卓   | 野村和也           | 重原克也、熊野千尋 | 角田桂一、新野量太                                                                                  | 5月30日         | 第37－38話     | 不適用                   |
| 第二十一話 |          | 四签名                       | 岸本卓   | 野村和也           | 加藤大貴           | 中村深雪、小谷杏子、植田實 鈴木俊二、小美野雅彥、朝岡卓也                                           | 6月6日          | 第39－43話     | 四签名                   |
| 第二十二話 |          | 兩名犯人                     | 岸本卓   | 石山貴明、野村和也 | 村田尚樹           | 矢萩利幸、、奧野治男、阿部恒 根津壯志、松浦里美、山崎繪美、木下由美子                               | 6月13日         | 第44－47話     | 米爾沃頓探案             |
| 第二十三話 |          | 最後的事件 第一幕            | 岸本卓   | 野村和也           | 奥野治男           | 奥野治男、市川美帆、藤元美典                                                                        | 6月20日         | 第48－56話     | 最後一案                 |
| 第二十四話 |          | 最後的事件 第二幕            | 岸本卓   | 野村和也           | 野村和也           | 奧野治男、下妻日紗子、角田桂一、高橋成之、新野量太 前田法華、中村深雪、藤元美典、平岡惠實、鈴木俊二 | 6月27日         |                | 最後一案                 |

### 藍光與DVD
| 卷數 | 發售日期       | 收錄話數       | 規格編號   | 規格編號  |
| 卷數 | 發售日期       | 收錄話數       | 藍光限定版 | DVD限定版 |
| ---- | -------------- | -------------- | ---------- | --------- |
| 1    | 2021年1月27日  | 第1話－第3話   | BCXA-1563  | BCBA-5015 |
| 2    | 2021年2月25日  | 第4話－第6話   | BCXA-1564  | BCBA-5016 |
| 3    | 2021年3月26日  | 第7話－第9話   | BCXA-1565  | BCBA-5017 |
| 4    | 2021年4月27日  | 第10話－第12話 | BCXA-1566  | BCBA-5018 |
| 5    | 2021年7月28日  | 第13話－第15話 | BCXA-1567  | BCBA-5019 |
| 6    | 2021年8月27日  | 第16話－第18話 | BCXA-1568  | BCBA-5020 |
| 7    | 2021年9月28日  | 第19話－第21話 | BCXA-1569  | BCBA-5021 |
| 8    | 2021年10月27日 | 第22話－第24話 | BCXA-1570  | BCBA-5022 |

### 播映平台
| 播映日期                 | 播映時間（UTC+9）    | 播映電視台 | 播映地區   | 備註                        |
| ------------------------ | -------------------- | ---------- | ---------- | --------------------------- |
| 2020年10月11日－12月20日 | 星期日 22:30 - 23:00 | TOKYO MX   | 東京都     |                             |
| 2020年10月13日－12月22日 | 星期一 24:00 - 24:30 | AT-X       | 日本全國   | CS數碼廣播 / 有重播         |
| 2020年10月14日－12月23日 | 星期二 24:00 - 24:30 | BS11       | 日本全國   | BS數碼廣播 / 「ANIME+」時段 |
| 2020年10月14日－12月23日 | 星期二 26:30 - 27:00 | MBS        | 近畿廣域區 | 「動畫特區」（アニメ特区）時段        |

| 播放地區                         | 播放電視台 | 播放日期              | 播放時間（UTC+8） | 字幕語言               | 備註   |
| -------------------------------- | --- | --------------------- | ----------------- | ---------------------- | ------ |
| 東盟、印度、孟加拉、尼泊爾、不丹 | Muse Asia YouTube頻道 | 2021年4月4日－6月27日 | 星期日 23:00      | 簡體中文、英文         | [ 35 ] |
| 馬來西亞、汶萊                   | Muse Malaysia YouTube頻道 | 2021年4月4日－6月27日 | 星期日 23:00      | 簡體中文、馬來文、英文 | [ 36 ] |
| 中國大陸                         | Bilibili | 2021年4月4日－6月27日 | 星期日 23:00      | 簡體中文               |        |
| 香港、澳門                       | 木棉花香港YouTube頻道 | 2021年4月4日－6月27日 | 星期日 23:00      | 繁體中文               | [ 37 ] |
| 台灣                             | 巴哈姆特動畫瘋、中華電信MOD、Hami Video、LiTV 線上影視、myVideo 影音隨看 遠傳friDay影音、中嘉bb寬頻.bbTV、KKTV、LINE TV、Yahoo TV 一起看、Bilibili | 2021年4月4日－6月27日 | 星期日 23:00      | 繁體中文               | [ 38 ] |
| 台灣                             | 木棉花台灣YouTube頻道 | 2021年4月4日－6月27日 | 星期日 23:00      | 繁體中文               | [ 39 ] |
| 北美                             | Funimation | 2021年4月4日－6月27日 | 星期一 00:00      | 英文                   |        |

## 備註
1. ↑  動畫版翻譯作「阿爾伯特」。
2. ↑  日本海外提前於2021年3月28日首播。

## 外部連結
- 漫畫官方網站（日語）
- 電視動畫官方網站（日語）
  - 電視動畫的X（前Twitter）
- 音樂劇官方網站（日語）
- 舞台劇官方網站（日語）